# 日仏修好通商条約
日仏修好通商条約（にちふつしゅうこうつうしょうじょうやく）は、安政5年9月3日（1858年10月9日）に日本とフランスの間で結ばれた通商条約。
フランス側全権はジャン・バティスト・ルイ・グロ男爵、日本側全権は水野忠徳・永井尚志・井上清直・堀利煕・岩瀬忠震・野々山鉦蔵の六名。
幕末の混乱期から明治初頭にかけ、日本が列強と結ぶことを余儀なくされた不平等条約の一つである。